# 韋科 (蒙大拿州)
韋科（英語：Waco）是位於美國蒙大拿州黃石縣的鬼鎮。

## 歷史
韋科的郵局於1907年設立，其後於1918年停運。

## 地理
韋科所處的海拔為高於海平面849米（即2786英呎），而該地所採用的時區為UTC-7，即北美山地時區（MST）。同時該地設有夏令時間，為UTC-7調快一小時，即UTC-6（MDT）。